# Paul Preston
Paul Preston (Liverpool, 21 de juliol de 1946) és un historiador i professor anglès, autor de diverses obres sobre la Història Contemporània d'Espanya. És doctor en Història per la Universitat d'Oxford i catedràtic d'Història Contemporània espanyola i director del Centre Cañada Blanch per a l'Estudi de l'Espanya Contemporània (London School of Economics). També va ser professor d'Història a la Universitat de Reading i al Centre d'Estudis Mediterranis (Queen Mary College).
Al costat de John Elliott, Ian Gibson i Hugh Thomas, constituïx el nucli dels hispanistes britànics que han dedicat el seu esforç a l'estudi de la història recent espanyola, especialment a la de la Segona República i la Guerra civil espanyoles. Posseïx la Gran Creu de l'Orde d'Isabel la Catòlica i és membre de l'Acadèmia Britànica. També és Comanador de l'Orde de l'Imperi Britànic. Premi Pompeu Fabra 2012 a la projecció i difusió de la llengua catalana. L'any 2015 va obtenir el Premi Ciutat de Barcelona de projecció internacional "per la seva significativa trajectòria d’abast internacional com a historiador de la Segona República, la Guerra Civil, l'exili i la transició, uns períodes transcendentals per a Barcelona; el compromís amb la recuperació de la memòria històrica, així com amb Barcelona i Catalunya, des del Catalan Observatory de la London School of Economics, i amb la donació el 2015 del seu arxiu al Monestir de Poblet". El 2016 fou investit doctor honoris causa per la Universitat de Barcelona.

## Biografia
Nascut a la ciutat de Liverpool, Anglaterra. Va impartir classes a la Universitat de Reading entre 1973 i 1991. Més tard exercí com a professor d'Història Contemporània al Queen Mary College de la Universitat de Londres, i després passà al London School of Economics & Political Science com a Catedràtic i Director del Centre Cañada Blanch per a l'estudi de la història contemporània d'Espanya de la mateixa universitat. Va dirigir el Centre Cañada Blanch fins a l'any 2020. Escriu articles en diverses publicacions i col·labora també amb la BBC com a comentarista de l'actualitat espanyola
Les seves obres se centren en la Història recent d'Espanya, des de la Segona República Espanyola (1931-1936), molt especialment la Guerra Civil Espanyola (1936-1939) fins a Transició Espanyola (1976 - 1982). A nivell personal, és afeccionat de l'Everton Football Club. El novembre de 2014 va signar el manifest «Deixin votar els catalans», juntament amb altres personalitats internacionals.

## Obres
- The Triumph of Democracy in Spain, New York, Methuen, 1986
- The Spanish Civil War, 1936-1939, New York, Grove, 1986
- The Politics of Revenge : Fascism and the Military in Twentieth-Century Spain, Winchester, Unwin Hyman, 1990
- Franco : A Biography, New York, Basic Books, 1994
- A Concise History of the Spanish Civil War, Fontana Press, 1996
- Doves of War : Four Women of Spain, London, HarperCollins, 2002
- Juan Carlos : A People's King, HarperCollins, 2004
- The Spanish Holocaust, 2011
- Arquitectes del Terror. Franco i els artifex de l'odi, Base, 2021